# Czynne synagogi w Polsce
Czynne synagogi w Polsce w większości pełnią obecnie funkcje reprezentacyjne miejscowych gmin żydowskich, a nabożeństwa odbywają się w nich tylko w największe święta.
Po II wojnie światowej powstające w Polsce kongregacje wyznania mojżeszowego zaczęły zakładać małe, miejscowe synagogi, z których część pełni swoją rolę do dziś. Łącznie w Polsce znajduje się 27 synagog.

## Czynne synagogi przedwojenne
- Synagoga im. Małżonków Nożyków w Warszawie – jedyna czynna przedwojenna synagoga w Warszawie, w której nabożeństwa odbywają się codziennie.
- Synagoga Remu w Krakowie – jedyna czynna ortodoksyjna synagoga w Krakowie, w której regularnie odbywają się nabożeństwa we wszystkie szabaty oraz święta.
- Synagoga Tempel w Krakowie – jedyna czynna reformowana synagoga w Krakowie, w której nabożeństwa odbywają się wyłącznie od czasu do czasu ze względu na brak stałego minjanu.
- Synagoga Reicherów w Łodzi – jedyna czynna przedwojenna synagoga w Łodzi, w której nabożeństwa odbywają się tylko w największe święta i uroczystości.
- Synagoga Chewra Nosim w Lublinie – jedyna z trzech czynnych synagoga w Lublinie, w której nabożeństwa odbywają się okazjonalnie. Pełni również rolę izby pamięci.
- Synagoga w Jeszywas Chachmej Lublin – synagoga znajdująca się w dawnym budynku Jeszywas Chachmej Lublin. Ponownie otwarta 11 lutego 2007 roku.
- Synagoga pod Białym Bocianem we Wrocławiu – jedyna czynna przedwojenna synagoga we Wrocławiu, w której nabożeństwa odbywają się tylko w największe święta i uroczystości.
- Nowa Synagoga w Gdańsku-Wrzeszczu – jedyna czynna przedwojenna synagoga w Gdańsku, w której nabożeństwa odbywają się regularnie.
- Synagoga Chewra Lomdei Misznajot w Oświęcimiu – jedyna czynna synagoga w Oświęcimiu, w której nabożeństwa odbywają się wyłącznie od czasu do czasu. W nabożeństwach uczestniczą głównie przyjezdni, spoza Oświęcimia, którzy odwiedzają obóz Auschwitz-Birkenau.
- Synagoga Bajs Nusn w Nowym Sączu – jedyna w Polsce czynna, prywatna bożnica chasydzka, w której nabożeństwa odbywają się od czasu do czasu, podczas pielgrzymek chasydów do Nowego Sącza.
- Synagoga w Bobowej – synagoga w której nabożeństwa odbywają się wyłącznie podczas pielgrzymek chasydów do Bobowej. Synagoga pełni również rolę muzeum.

## Czynne synagogi powojenne
Synagogi gminne
- Synagoga w Bielsku-Białej – gminny dom modlitwy założony w budynku gminy żydowskiej, przy ulicy 3 Maja 7. Nabożeństwa odbywają się regularnie we wszystkie szabaty i święta.
- Synagoga w Gliwicach – gminny dom modlitwy założony w budynku gminy żydowskiej, przy ulicy Dolnych Wałów 9. Nabożeństwa odbywają się regularnie we wszystkie szabaty i święta.
- Synagoga w Katowicach – gminny dom modlitwy założony w budynku gminy żydowskiej, przy ulicy Młyńskiej 13. Nabożeństwa odbywają się regularnie we wszystkie szabaty i święta.
- Synagoga w Legnicy – gminny dom modlitwy założony w budynku gminy żydowskiej, przy ulicy Chojnowskiej 12. Nabożeństwa odbywają się regularnie we wszystkie szabaty i święta.
- Synagoga w Łodzi – gminny dom modlitwy założony w budynku gminy żydowskiej, przy ulicy Pomorskiej 18. Nabożeństwa odbywają się codziennie.
- Synagoga w Poznaniu – gminny dom modlitwy założony w budynku gminy żydowskiej, przy ulicy Stawnej 10. Nabożeństwa odbywają się regularnie we wszystkie szabaty i święta.
- Synagoga w Szczecinie – gminny dom modlitwy założony w budynku gminy żydowskiej, przy ulicy Niemcewicza 2. Nabożeństwa odbywają się regularnie we wszystkie szabaty i święta.
- Synagoga w Wałbrzychu – gminny dom modlitwy założony w budynku mieszkalnym, przy ulicy Mickiewicza 18. Nabożeństwa odbywają się regularnie we wszystkie szabaty i święta.
- Mała Synagoga we Wrocławiu – gminny dom modlitwy założony w budynku gminy żydowskiej, przy ulicy Włodkowica 9. Nabożeństwa odbywają się regularnie we wszystkie szabaty i święta.
- Synagoga w Żarach – gminny dom modlitwy założony w budynku gminy żydowskiej, przy ulicy Zaułek Klasztorny 3. Nabożeństwa odbywają się regularnie we wszystkie główne święta.
- Synagoga Beit Warszawa w Warszawie – dom modlitwy założony w budynku Towarzystwa Kultury Żydowskiej Beit Warszawa, przy ulicy Wiertniczej 113. Nabożeństwa odbywają się regularnie we wszystkie szabaty i święta w nurcie judaizmu postępowego.

Inne synagogi
- Synagoga chasydów z Chabad-Lubavitch w Warszawie – przy ulicy Słomińskiego 19.
- Synagoga na nowym cmentarzu żydowskim w Lublinie – przy ulicy Walecznych.
- Synagoga w Leżajsku – przy ulicy Studziennej 2.
- Synagoga w Lelowie – przy ulicy Ogrodowej 3.
- Synagoga w Dynowie – przy ulicy Łaziennej 70, powstała z inicjatywy osiadłego w Dynowie rabina Pinchasa Pompa.

## Galeria

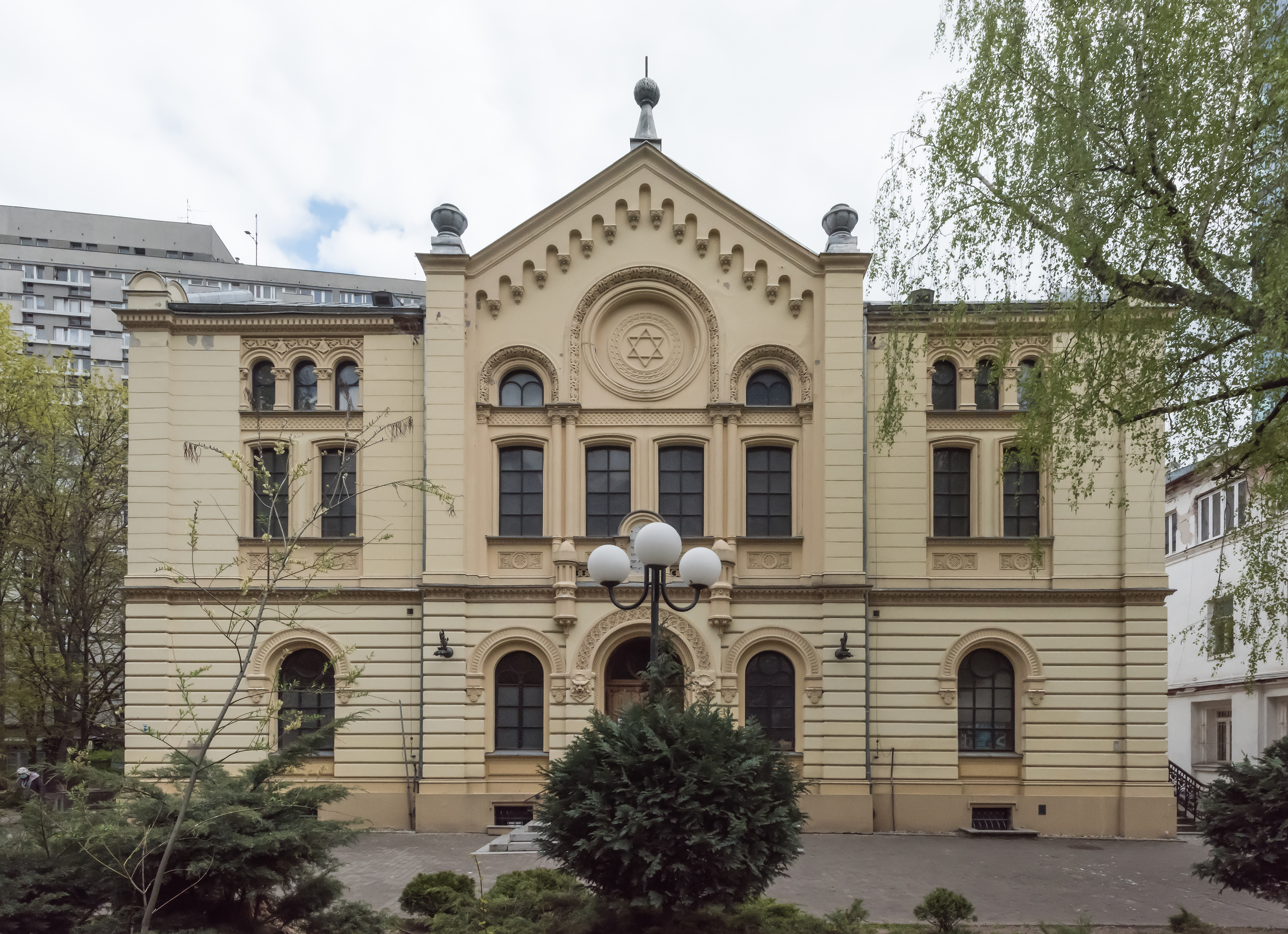
Synagoga im. Małżonków Nożyków w Warszawie
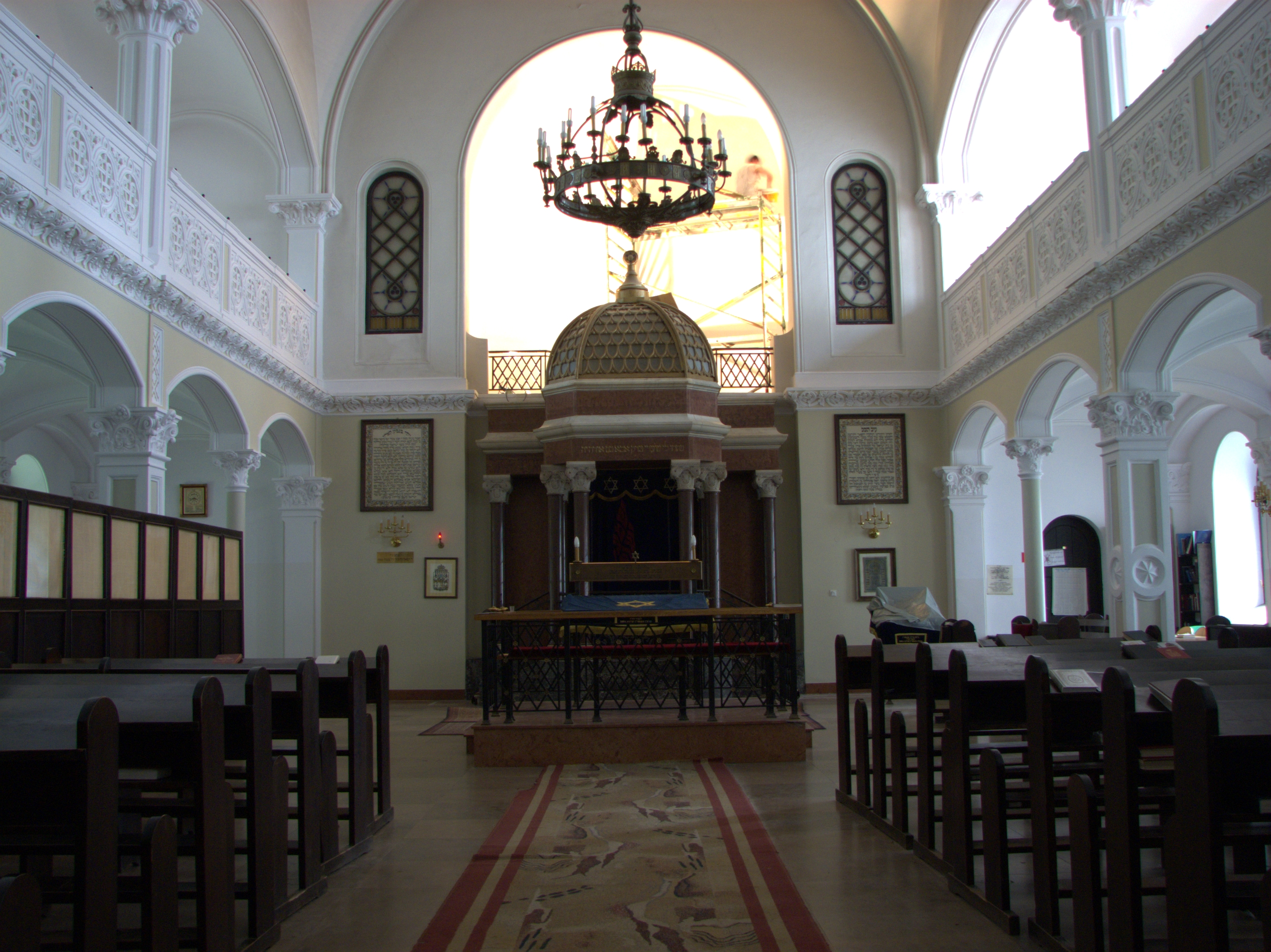
Wnętrze synagogi im. Małżonków Nożyków
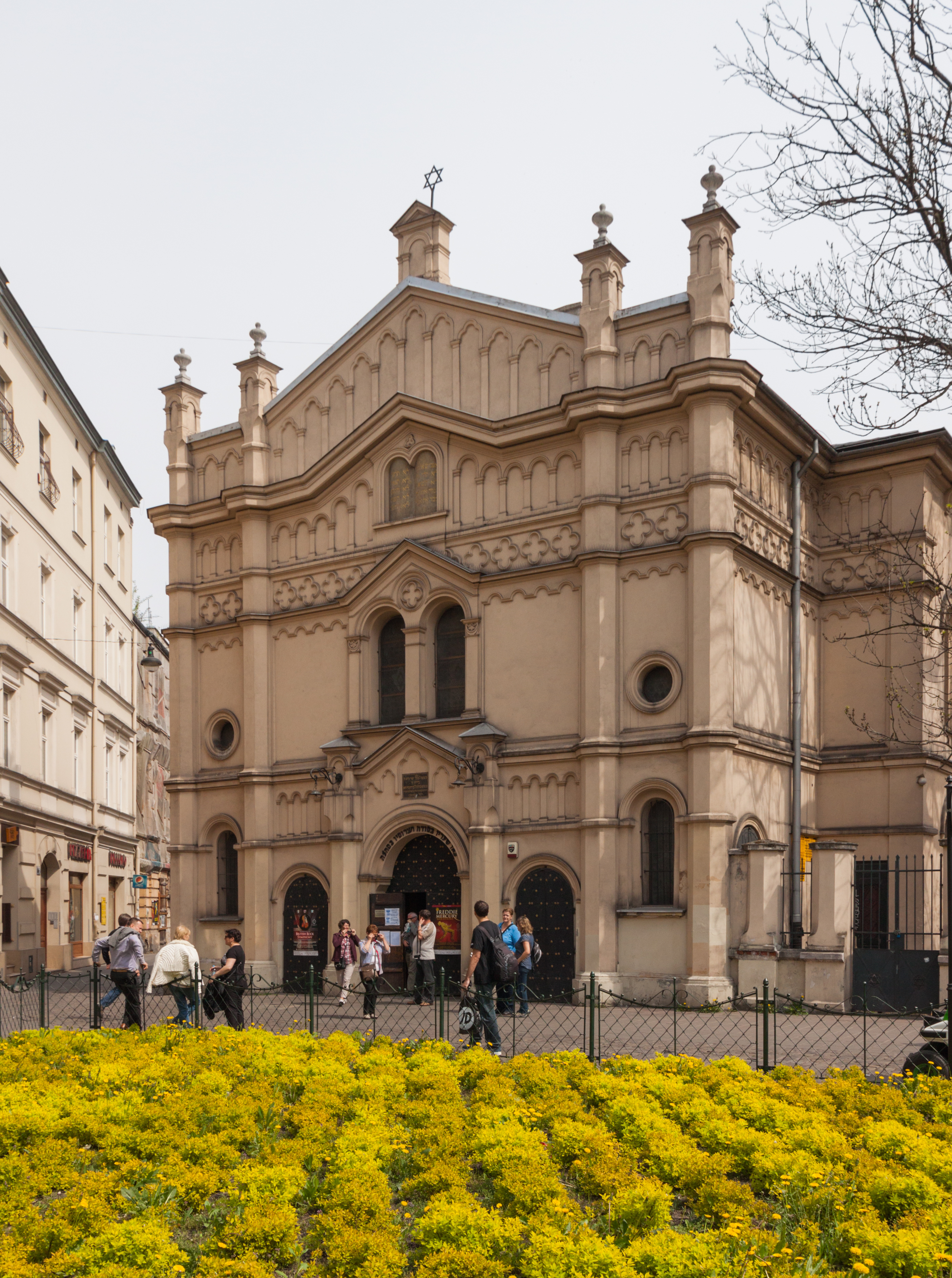
Synagoga Tempel w Krakowie
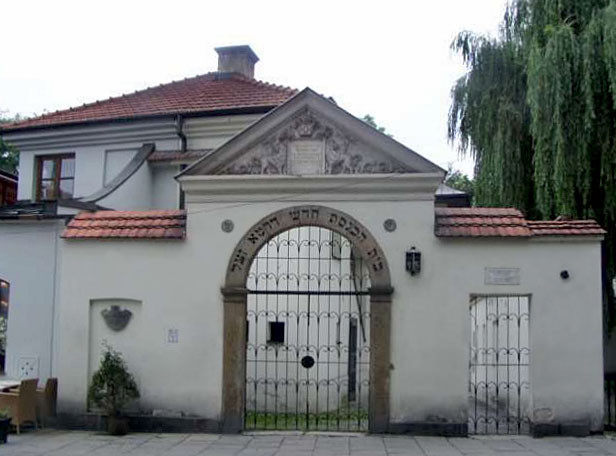
Synagoga Remuh w Krakowie
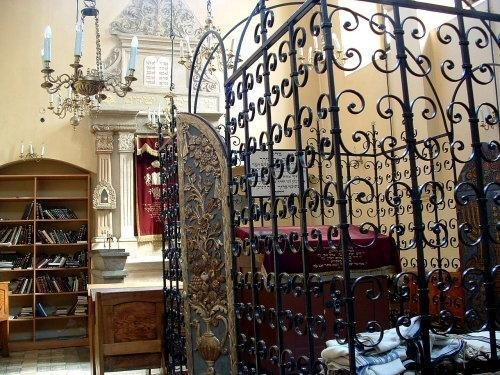
Wnętrze synagogi Remuh
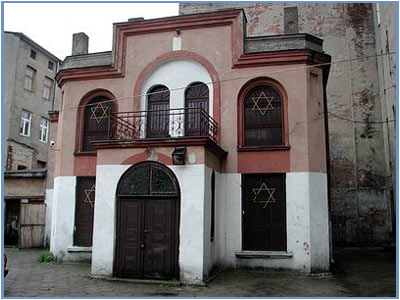
Synagoga Reicherów w Łodzi
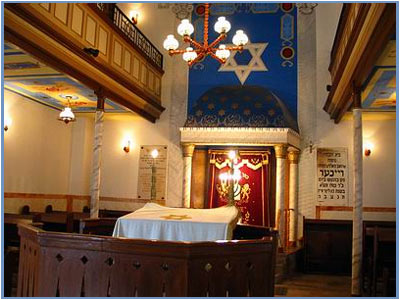
Wnętrze synagogi Reicherów
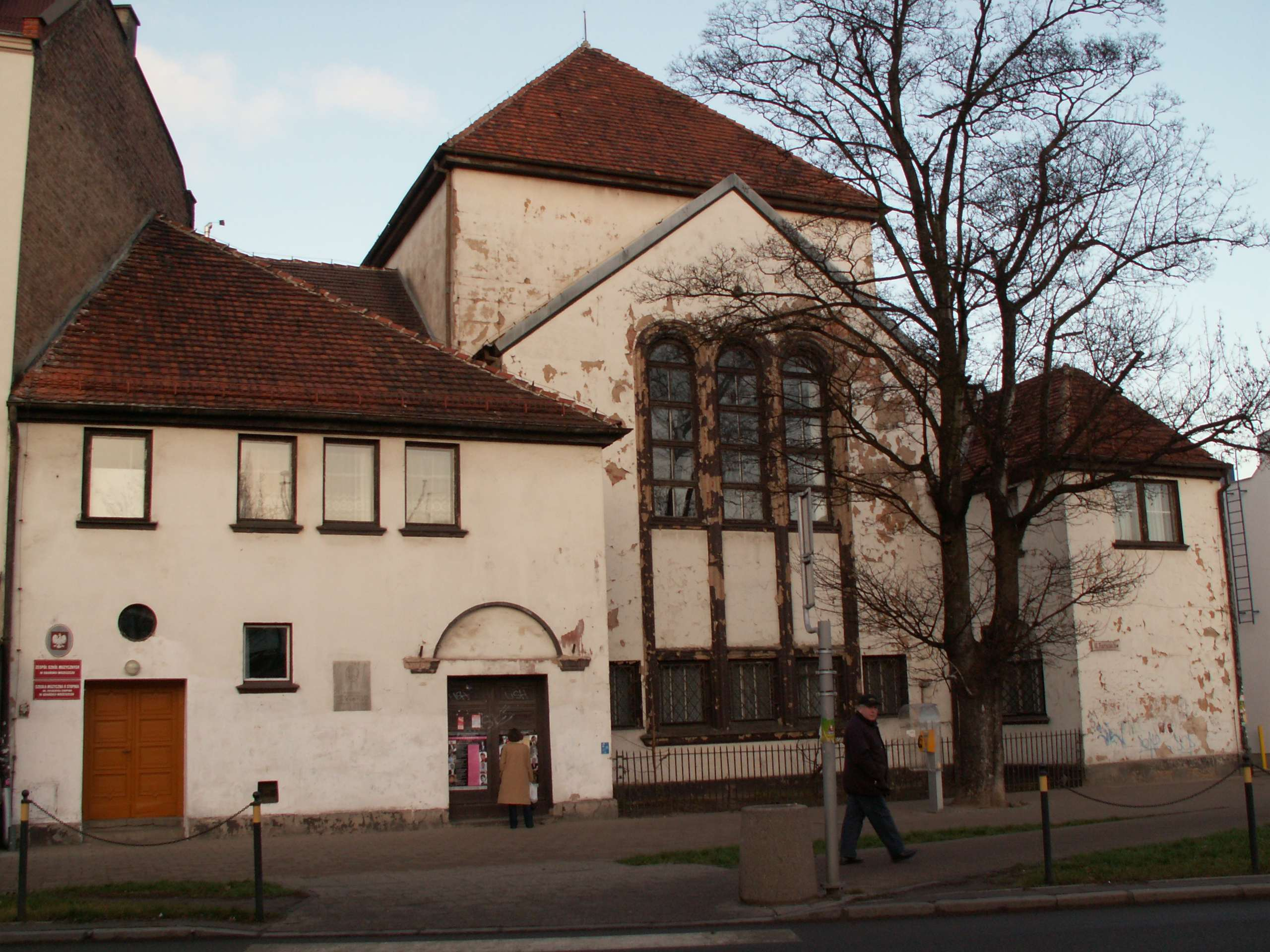
Nowa Synagoga w Gdańsku–Wrzeszczu
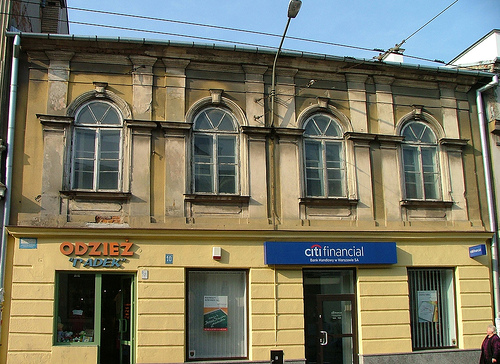
Synagoga Chewra Nosim w Lublinie
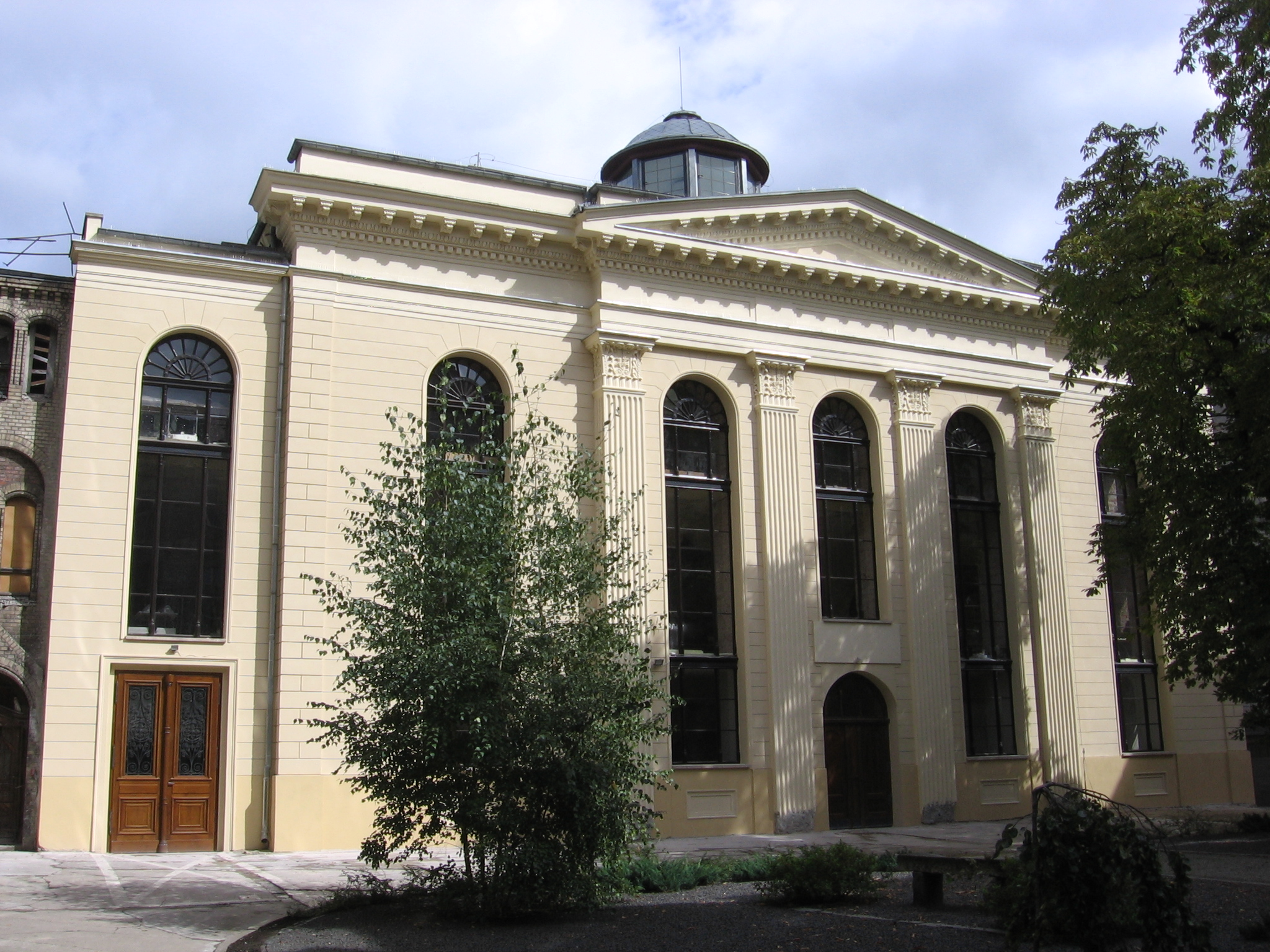
Synagoga pod Białym Bocianem we Wrocławiu
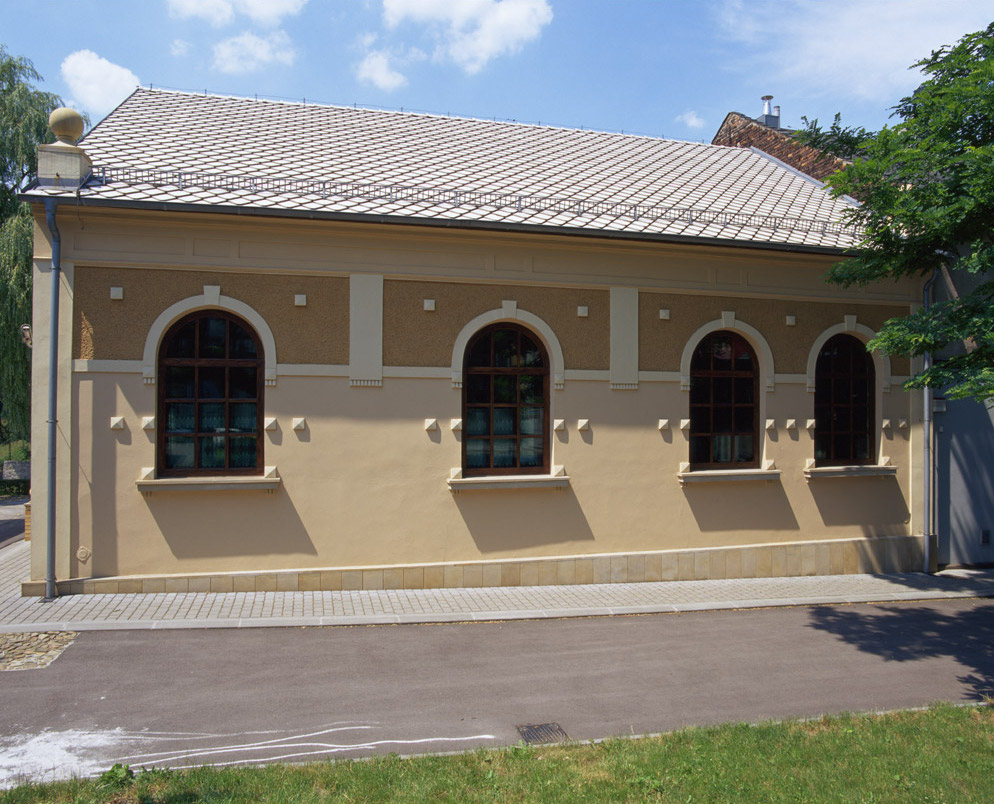
Synagoga Chewra Lomdei Misznajot w Oświęcimiu
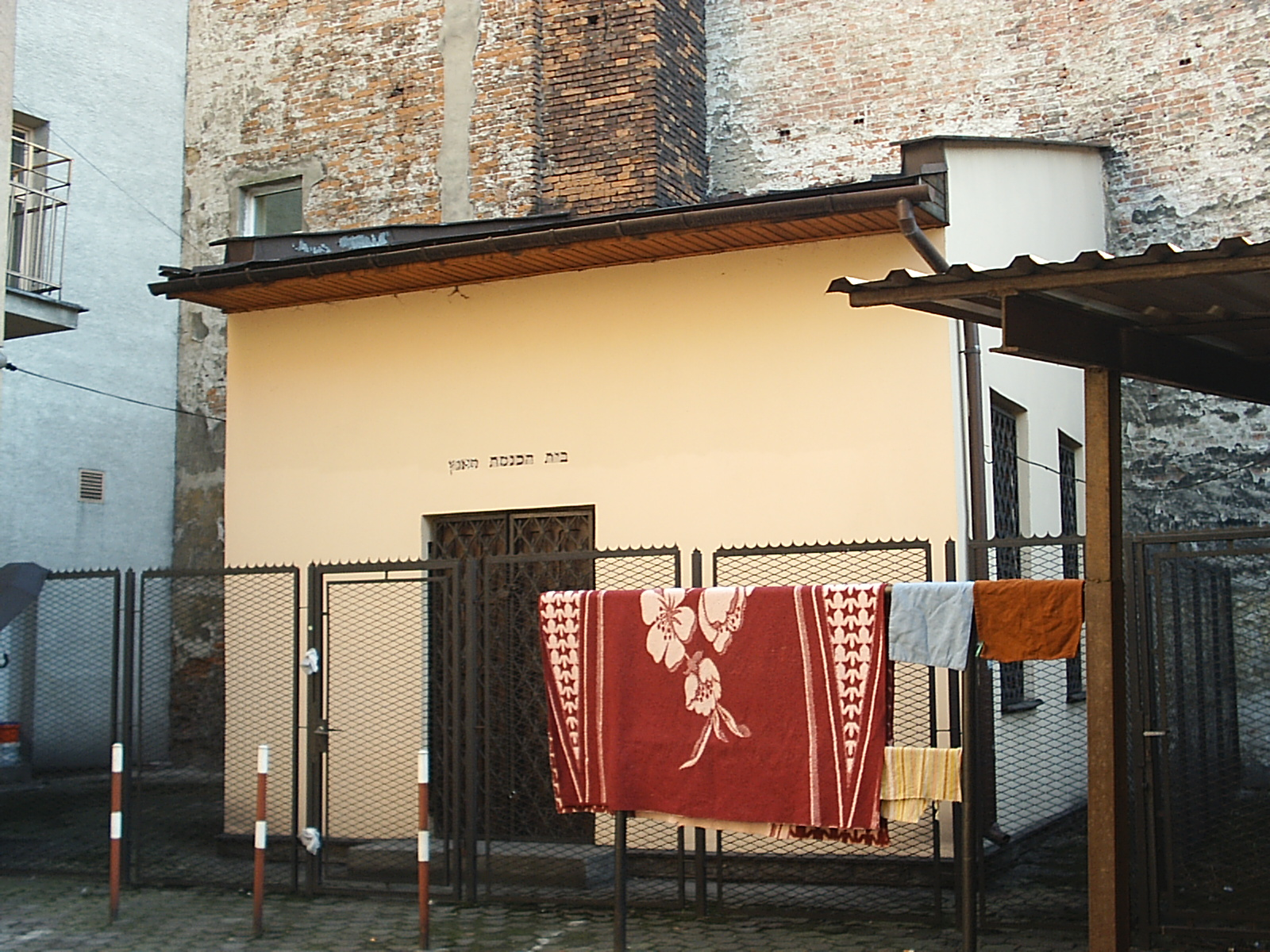
Synagoga Bajs Nusn w Nowym Sączu
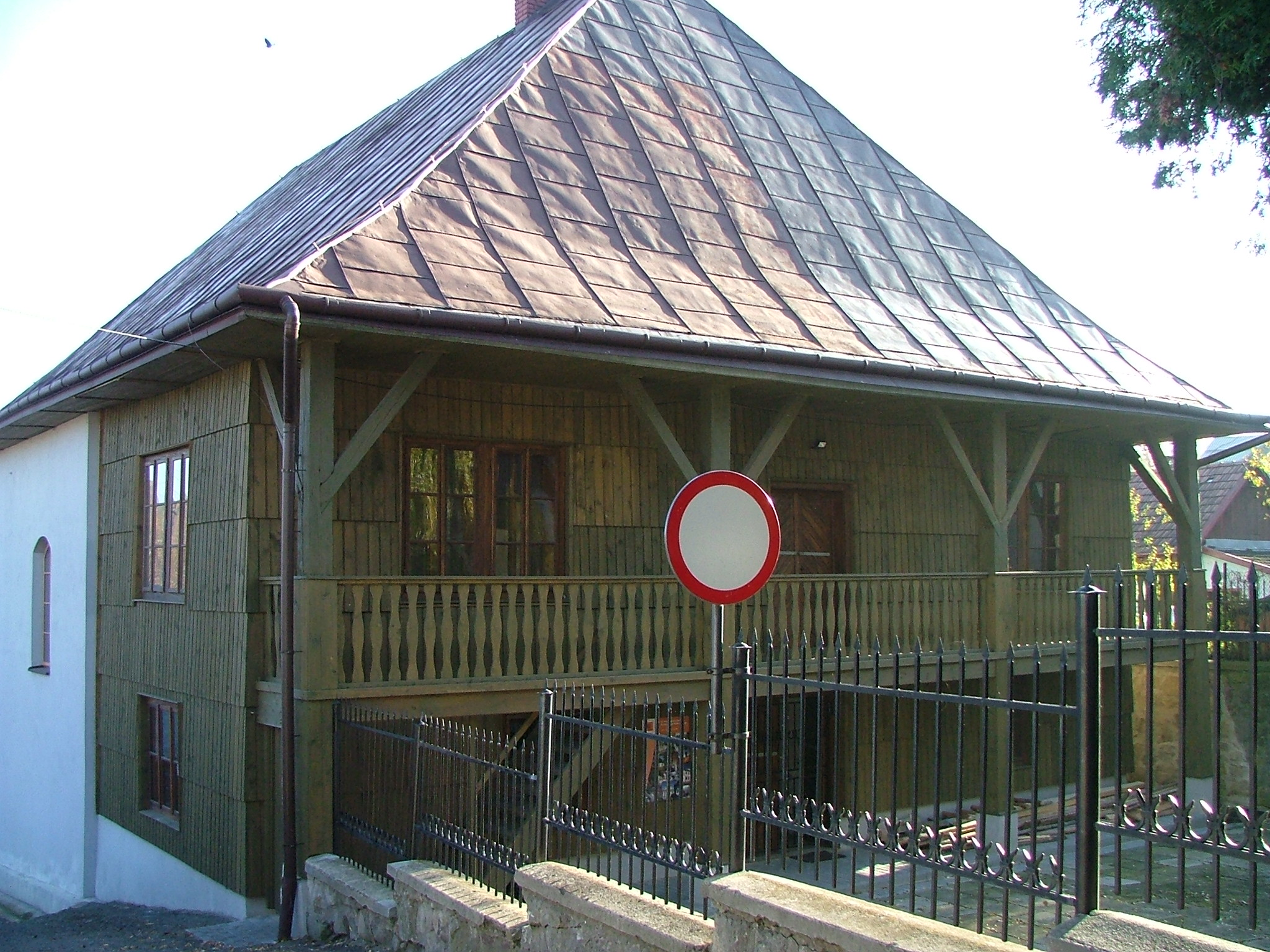
Synagoga w Bobowej